# Servicio Nacional de Inspección y Certificación de Semillas
El Servicio Nacional de Inspección y Certificación de Semillas (SNICS) es un órgano desconcentrado de la Secretaría de Agricultura y Desarrollo Rural de México encargado certificar de semillas, verificar la venta de semillas de calidad, el registro de especies vegetales en el Catálogo Nacional de Variedades Vegetales y coordinar la conservación y aprovechamiento de los recursos fitogenéticos con el programa SINAREFI.

## Historia
En 1961 el presidente Adolfo López Mateos promulgó la primera ley sobre producción, certificación y comercio de semillas, así comenzó la Institucionalización en la producción de semillas y se creó el Sistema Nacional de Semillas a cargo del Servicio Nacional de Inspección y Certificación de Semillas (SNICS), el Instituto Nacional de Investigaciones Agrícolas (actualmente INIFAP), la Productora Nacional de Semillas (Pronase), el Registro Nacional de Variedades de Plantas (RNVP) y el Comité Calificador de Variedades de Plantas (CCVP). El artículo 31 de la ley indicaba que «El Servicio Nacional de Inspección y Certificación de Semillas dependerá directamente de la Dirección General de Agricultura y contará con el personal que señale el presupuesto». Pero en 1973 y gracias sus logros y constante crecimiento, el Servicio empezó a operar como subdirección dependiente de la Dirección General de Desarrollo Agrícola.
En 1964 se creó el Laboratorio Central de Análisis de Semillas para capacitar y supervisar a los laboratorios regionales en los métodos de análisis internacionales.
La función del SNICS era inspeccionar y monitorear los campos inscritos para producción de semillas, el registro de los productores de semilla certificada, los registros de las siembras, el registro de plantas de beneficio y el comercio interior y exterior de semillas para siembra.

## Funciones
Las tres actividades fundamentales del SNICS son: 
- la verificación y certificación de origen y calidad de las semillas;
- la protección legal de los derechos de quien obtiene nuevas variedades de plantas, y
- la coordinación de las acciones en materia de recursos fitogenéticos para la alimentación y la agricultura a través del Sistema Nacional de Recursos Fitogenéticos para la Alimentación y la Agricultura.[cita requerida]

Para auxiliarse en sus funciones, el SNICS cuenta con 39 unidades operativas y 10 coordinaciones regionales distribuidas en toda la República Mexicana.
Es miembro de la Unión Internacional para la Protección de Obtenciones Vegetales (UPOV), participa activamente en el Esquema de Semilleros de la Organización para la Cooperación y el Desarrollo Económico (OCDE) y es miembro de la Asociación Internacional de Análisis de Semillas (ISTA).